# 공익신탁
공익신탁(公益信託)이란 공익사업을 목적으로 하는 신탁으로서 법무부장관의 인가를 받은 신탁을 말한다.
※ 신탁이란 소유자(위탁자)가 특정인(수익자)에게 재산을 분배하거나 특정한 목적에 사용하기 위하여 재산을 타인(수탁자)에게 이전하고, 그로 하여금 자신이 지정한 사람 또는 목적을 위하여 재산을 처분, 관리하도록 하는 제도이다.

## 특징
- 위탁자와 수탁자 간의 신탁계약만으로 즉시 설정할 수 있고, 별도의 조직을 운영할 필요가 없기 때문에 공익법인 설립에 비해 상대적으로 절차가 간이하고, 소액의 관리비용이 소요된다.

- 신탁의 특성상 수탁자의 고유재산과는 분별 관리되고, 수탁자가 파산하더라도 영향을 받지 아니하며, 신탁계약에서 구체적 목적으로 정한 경우에는 그 목적으로만 사용할 수 있으므로 위탁자의 의지대로 재산이 사용된다.

- 공익신탁의 운영,회계에 관하여 법무부 및 외부감사인이 관리 감독하고, 공익신탁의 주요 현황을 공시함으로써 투명성이 보장된다.

## 공시
- 공시대상 : 공익신탁의 인가 및 그 취소에 관한 사항, 인가조건에 관한 사항, 변경인가 및 변경신고에 관한 사항, 사업계획서 및 사업보고서, 공익신탁이 종료된 경우 그 사실, 합병인가에 관한 사항, 남은 재산이 처분된 경우 그 사실

- 공익신탁 전자공시시스템의 인터넷 홈페이지(trust.go.kr)에 공시된다.

## 사례
- 상처받은 아이 보듬는 법무가족 파랑새 공익신탁(아동학대 피해 어린이의 심리치료 비용 등 지원)

- 광복 70주년 나라사랑 공익신탁(독립운동 기념사업, 독립유공자 공훈선양사업 또는 독립유공자 후손의 생계 및 교육 지원 등)

- 한비야의 세계시민학교 공익신탁(세계시민학교의 세계시민 양성사업 지원)

- 난치성 질환 어린이 치료를 위한 공익신탁(난치성 질환을 앓고 있는 어린이의 치료비 등 지원)

- 법무부 천사 공익신탁(경제적 어려움을 겪는 범죄피해자, 난민, 수용자 가족 등의 생계비 등 지원)

## 외국
[미국]
- 자선신탁(Charitable Trust)이라고 하며, 자선수익기여신탁(Charitable Lead Trust,CLT)과 자선잔여신탁(Charitable Remainder Trust,CRT)의 2종류가 있다.

- 기부활성화를 목적으로, 세제상 혜택이 크고, 기부자와 가족의 생계보장이 가능하며, 은퇴-상속 플랜으로도 활용할 수 있는 점에서 자선신탁이 활성화되어 있다.

[일본]
- 2013.3.말 기준으로 기준으로 공익신탁 수탁건수는 505건, 수탁고 잔액은 596억엔이며, 기부처와 급부액도 지속적으로 증가하고 있는 상황이다.

- 장학금 지급, 자연과학기금조성, 교육진흥, 국제협력/교류촉진, 사회복지, 예술/문화진흥, 도시환경정비/보전 등 다양한 목적으로 신탁이 조성된다.

## 참고 문헌
- 법무부, (보도자료) 기부는 쉽게, 운영은 투명하게, 사용은 내 뜻대로
- 법무부, (보도자료) 투명한 기부, '나만의 재단' 공익신탁으로 시작하세요
- 법무부 공익신탁 공시시스템 : http://trust.go.kr
- KB 금융지주 경영연구소, KB 지식비타민 : 공익신탁의 이해와 최근 이슈

## 같이 보기
- 목적신탁
- 자선신탁